# Pelabuhan Talang Leak
Pelabuhan Talang Leak is een bestuurslaag in het regentschap Lebong van de provincie Bengkulu, Indonesië. Pelabuhan Talang Leak telt 1034 inwoners (volkstelling 2010).